# Phallus indusiatus
Phallus indusiatus, який зазвичай називають бамбуковими грибами, бамбуковою серцевиною, довгим сітчастим вонючим грибом, криноліновим вонючим грибом або леді з вуаллю — гриб родини Phallaceae. Він має космополітичне поширення в тропічних районах і зустрічається в Південній Азії, Африці, Америці та Австралії, де росте в лісах і садах на родючому ґрунті та добре перепрілому деревному матеріалі. Плодове тіло гриба характеризується капелюшком від конічної або дзвонової форми на ніжці та витонченою мереживною «спідницею», або індузієм, яка звисає з-під капелюшка і досягає майже землі. Вперше науково описаний у 1798 році французьким ботаніком Етьєном П'єром Вентенатом, вид часто відносили до окремого роду Dictyophora разом з іншими видами Phallus, які мають індузій. P. indusiatus можна відрізнити від інших подібних видів за ареалом, розмірі, кольорі та довжині індузії.

## Опис

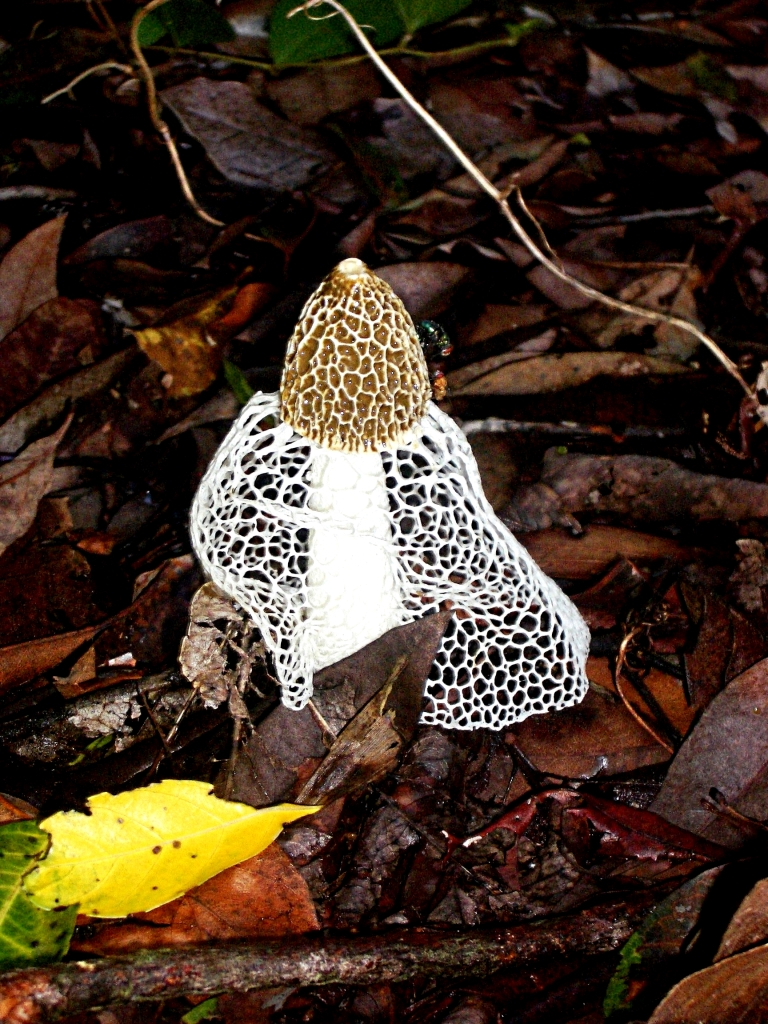
Dictyophora indusiata знайдений в Куктауні, Австралія. Мереживна «спідничка» під шапкою — це індузія.

Незрілі плодові тіла P. indusiatus спочатку ростуть під землею яйцеподібної до приблизно сферичної форми, укладені в перидій. Колір «яйця» варіюється від білуватого до червонувато-коричневого, розміром до 6 см (2,4 дюйм) завширшки і зазвичай має товстий міцеліальний шнур, прикріплений внизу. У міру дозрівання гриба тиск, викликаний збільшенням внутрішніх структур, викликає розрив перидія і плодове тіло швидко виходить із «яйця». Зрілий гриб до 25 см (9,8 дюйм) високий і оперезаний сітчастою структурою, яка називається індузієм (або менш технічно «спідницею»), яка звисає від конічної до дзвоноподібної шапки. Сіткоподібні отвори індузії можуть мати багатокутну або круглу форму. Добре розвинені екземпляри мають індузію, який досягає вольви. Капелюшок 1,5—4 см (0,6—1,6 дюйм) широкий та сітчастий (з ямками та ребрами), його поверхня вкрита шаром зеленувато-коричневого та смердючого слизу (глеба), який спочатку частково закриває сітку. Ніжка 7—25 см (2,8—9,8 дюйм) завдовжки і 1,5—3 см (0,6—1,2 дюйм) завширшки. Порожниста ніжка біла, приблизно однакової ширини по всій довжині, іноді вигнута і губчаста. Розірваний перидій залишається у вигляді пухкої волви біля основи стебла. Плодові тіла розвиваються протягом ночі і потребують 10–15 годин для повного розвитку після виходу з перидія. Плодові тіла існують не більше кількох днів. У цей момент слиз зазвичай збирають комахи, залишаючи відкритою бліду, майже білу поверхню голої шапки. Спори P. indusiatus тонкостінні, гладкі, еліптичні або злегка вигнуті, гіалінові (напівпрозорі), розміром 2–3 на 1–1,5 мкм.

## Екологія та поширення
Ареал Phallus indusiatus тропічний, включаючи Африку (Конго, Нігерія, Уганда і Заїр), Південну Америку (Бразилія, Гаяна і Венесуела), Центральна Америка (Коста-Рика) і Тобаго. У Північній Америці його ареал обмежений Мексикою. Азійські регіони включають Індонезію, Непал, Малайзію, Індію, Південний Китай, Японію і Тайвань. Його також збирали в Австралії.
Як і всі види Phallus, P. indusiatus є сапротрофним — одержує поживні речовини з розкладання деревини та органічних речовин рослин. Плодові тіла ростуть поодиноко або групами в зруйнованому ґрунті та серед деревної тріски. В Азії він росте серед бамбукових лісів і зазвичай плодоносить після сильних дощів. Спосіб розмноження P. indusiatus, відрізняється від більшості пластинчастих, які примусово викидають свої спори. Натомість Phallus утворюють липку спорову масу, яка має різкий, нудотно-солодкий запах падла. Гнилий сморід зрілих плодових тіл, який можна помітити на значній відстані, є привабливим для деяких комах: бджоли без жала з роду Trigona та мух родини Drosophilidae та Muscidae. Комахи сприяють поширенню спор, поїдаючи глебу та відкладаючи екскременти, що містять непошкоджені спори, що проростають в іншому місці. Хоча функція індузі] остаточно невідома, вона може візуально спокушати комах, яких інакше не приваблює запах, і служити драбиною для повзаючих комах, щоб досягти глеби.

## Практичне використання

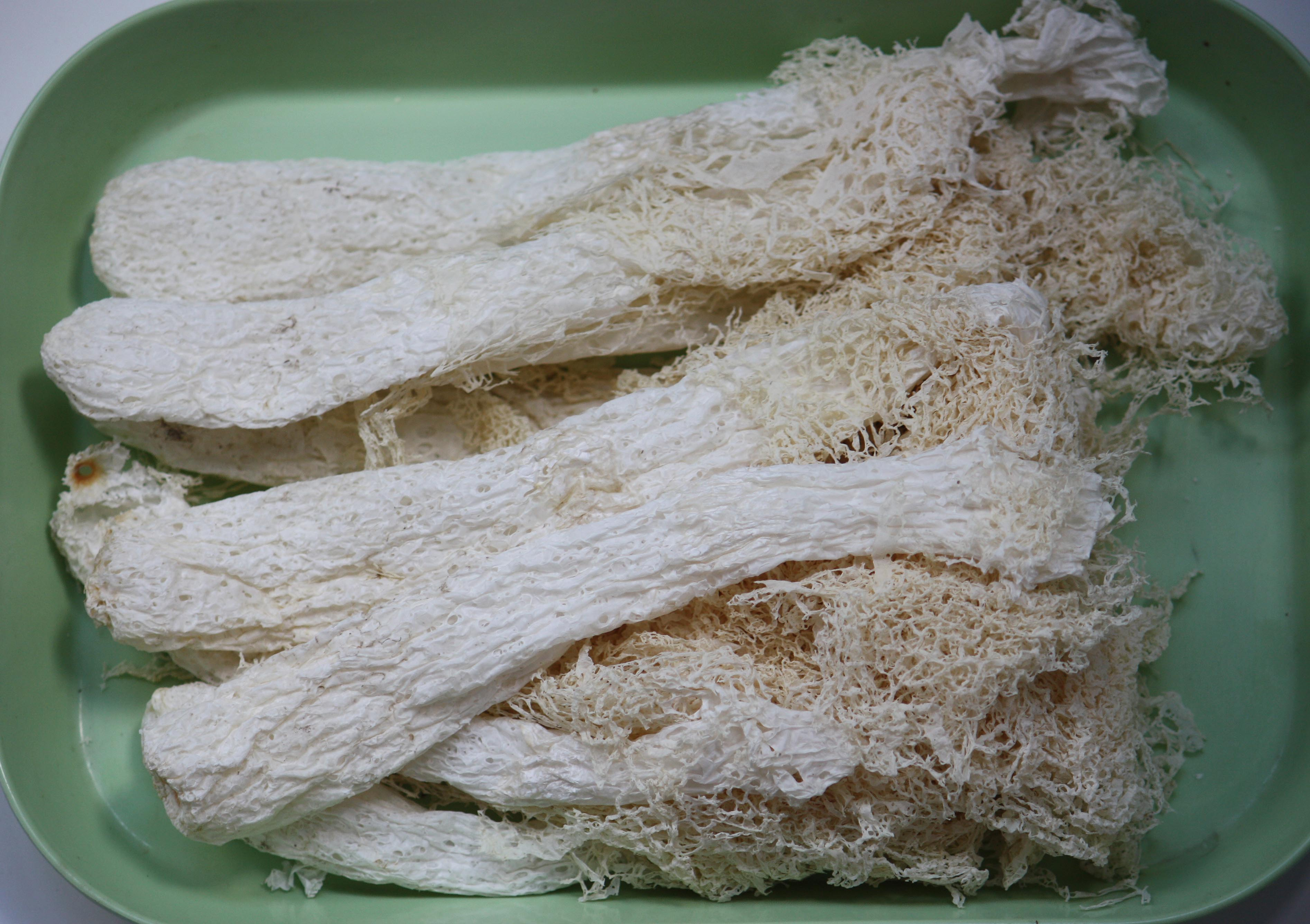
Гриб продається в сушеному вигляді, і його зазвичай повторно зволожують перед приготуванням

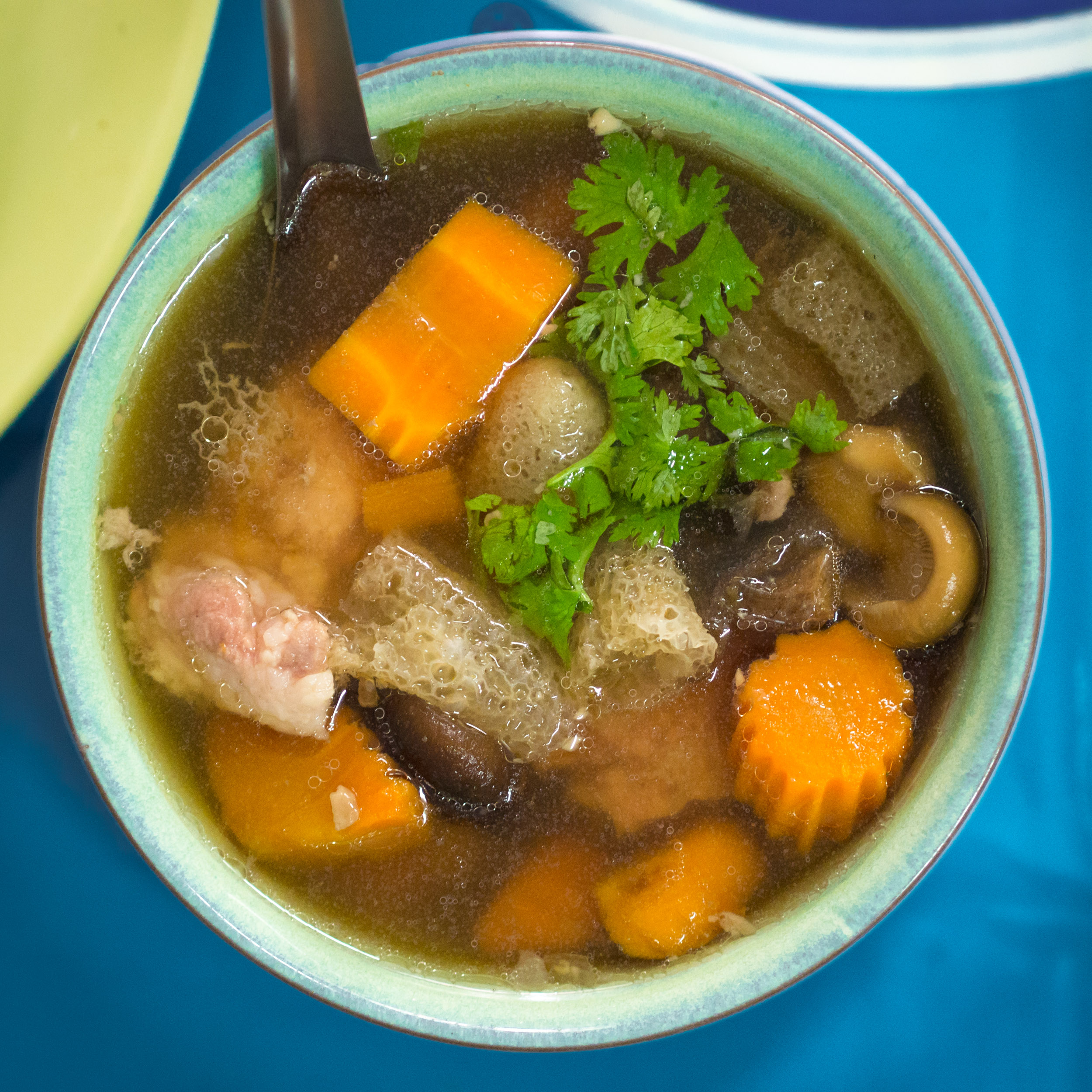
Tom yuea phai — тайський суп, приготований із цим грибом.

У Східній Азії П. indusiatus вважається делікатесом і афродизіаком. Раніше його збирали лише в дикій природі, де його мало, його було важко роздобути. |х зазвичай зберігали для особливих випадків. За часів китайської династії Цин цей вид збирали в провінції Юньнань і відправляли до імператорських палаців, щоб задовольнити апетит вдовуючої імператриці Цисі, яка особливо любила страви, що містили їстівні гриби. Це був один із восьми основних інгредієнтів супу «Вісім безсмертних із пташиного гнізда», який подавали на бенкеті з нагоди її 60-річчя. Ця страва, яку подавали нащадки родини Конфуція на святкуваннях і бенкетах з нагоди довголіття, містила інгредієнти, які були «всі дорогоцінні страви, делікатеси з землі та моря, свіжі, ніжні та хрусткі, відповідно солодкі та солоні». Іншим помітним використанням був державний бенкет, який проводився для американського дипломата Генрі Кіссінджера під час його візиту до Китаю з метою відновлення дипломатичних відносин на початку 1970-х років. Одне джерело пише про гриб: «Він має тонку і ніжну текстуру, аромат і привабливий, красивої форми, свіжий і хрусткий на смак». Висушені гриби, які зазвичай продаються на азійських ринках, готують шляхом регідратації та замочування або варіння у воді до готовності. Іноді використовується у зажарках, традиційно використовується як компонент наваристих курячих супів. Регідратований гриб також можна фарширувати та варити.
Phallus indusiatus культивується в промислових масштабах у Китаї з 1979 року. У китайській провінції Фуцзянь, відомій процвітаючою грибною промисловістю, яка вирощує 45 види їстівних грибів. P. indusiatus виробляється в повітах Фуан, Цзяноу і Нінде. Успіхи у вирощуванні зробили гриб дешевшим і доступнішим; у 1998 році в Китаї було вироблено близько 1 100 метричних тонн (1 100 англійських тонн; 1 200 американських тонн). Гонконзька ціна за кілограм сушених грибів досягла приблизно американської 770 доларів у 1982 році, але впав до США 100–200 доларів до 1988 року. Гриб вирощують на відходах сільського господарства — бамбуковій тирсі, покритій тонким шаром нестерилізованого ґрунту. Оптимальна температура для росту грибів і плодових тіл близько 24 °C (75 °F) з відносною вологістю 90–95 %. Інші субстрати, які можна використовувати для культивування гриба, включають листя бамбука та невеликі стебла, стручки або стебла сої, стебла кукурудзи та листя верби.
Аналізи P. indusiatus показують, що плодові тіла складаються з понад 90 % води, близько 6 % клітковини, 4,8 % білка, 4,7 % жиру та кількох мінеральних елементів, включаючи кальцій, хоча мінеральний склад у грибі може залежати від відповідних концентрацій у субстраті росту.

## Ритуальне використання
За словами етноміколога Р. Гордона Вассона, P. indusiatus споживали в мексиканських церемоніях ворожіння через його форму. На іншому кінці земної кулі жителі Нової Гвінеї вважають гриб священним. У Нігерії цей гриб є одним із кількох Phallus, які народ Йоруба назвав акуфодева. Назва походить від поєднання слів йоруба ku («померти»), fun («за»), ode («мисливець») і wa («шукати»), і вказує на те, як сморід гриба може привабити мисливців які плутають його запах із запахом мертвої тварини. Повідомлялося, що йоруба використовували його як компонент оберегів, щоб зробити мисливців менш помітними під час небезпеки. В інших частинах Нігерії вони використовувалися для приготування шкідливих чар такими етнічними групами, як Урхобо та Ібібіо. Народ ігбо зі східно-центральної Нігерії називав вонючих рогів éró ḿma, від слів ігбо, що означають «гриб» і «краса».